# Нюйский наслег
Нюйский наслег — сельское поселение в Ленском районе Якутии Российской Федерации.
Административный центр — село Нюя.

## История
Статус и границы сельского поселения установлены Законом Республики Саха (Якутия) от 30 ноября 2004 года N 173-З N 353-III «Об установлении границ и о наделении статусом городского и сельского поселений муниципальных образований Республики Саха (Якутия)».

## Население
| 2002  | 2010  | 2011  | 2012  | 2013  | 2014  | 2015  |
| ----- | ----- | ----- | ----- | ----- | ----- | ----- |
| 1486  | ↗1544 | ↘1539 | ↘1510 | ↗1511 | ↘1482 | ↗1483 |
| 2016  | 2017  | 2018  | 2019  | 2020  | 2021  |       |
| ↘1477 | ↘1435 | ↘1410 | ↘1398 | ↘1389 | ↘1385 |       |

## Состав сельского поселения
| № | Населённый пункт | Тип населённого пункта       | Население |
| - | ---------------- | ---------------------------- | --------- |
| 1 | Нюя              | село, административный центр | ↘1021     |
| 2 | Турукта          | посёлок                      | ↘156      |